# Bill Roberts (atleet)
William (Bill) Roberts (Salford, 5 april 1912 - Timperley, 5 april 2001), was een Brits atleet.

## Biografie
Roberts was de derde loper van de Britse 4x400 meter ploeg die tijdens de Olympische Zomerspelen 1936 de gouden medaille won in een Europees record van 3.09,0. Roberts had de snelste splittijd van hele veld. Op de 400 meter werd Roberts vierde.
Roberts behaalde na de Tweede Wereldoorlog zilver tijdens de Europese kampioenschappen atletiek 1946. Twaalf jaar na de spelen van 1936 verdedigde Roberts zijn Olympische titel, met zijn ploeggenoten strandde Roberts in de series.

## Persoonlijke records
| Onderdeel | Prestatie | Datum |
| --------- | --------- | ----- |
| 400 m     | 46,87 s   | 1936  |

## Palmares

### 400m
- 1936: 4e OS - 46,8
- 1946: 5e EK - 49,5
- 1948: KF OS - 48,6

### 4x400m estafette
- 1936:  OS - 3.09,0
- 1946:  EK - 3.14,5
- 1948: Series OS - 3.14,2

1912: Sheppard, Lindberg, Meredith, Reidpath ·
1920: Griffiths, Lindsay, Ainsworth-Davis, Butler ·
1924: Cochran, Helffrich, MacDonald, Stevenson ·
1928: Baird, Alderman, Spencer, Barbuti ·
1932: Fuqua, Ablowich, Warner, Carr ·
1936: Wolff, Rampling, Roberts, Brown ·
1948: Harnden, Bourland, Cochran, Whitfield ·
1952: Wint, Laing, McKenley, Rhoden ·
1956: Jenkins, Jones, Mashburn, Courtney ·
1960: Yerman, Young, G. Davis, O. Davis ·
1964: Cassell, Larrabee, Williams, Carr ·
1968: Matthews, Freeman, James, Evans ·
1972: Asati, Nyamau, Ouko, Sang ·
1976: Frazier, Brown, Newhouse, Parks ·
1980: Valiulis, Linge, Tsjernetski, Markin ·
1984: Nix, Armstead, Babers, McKay ·
1988: Everett, Lewis, Robinzine, Reynolds ·
1992: Valmon, Watts, Johnson, Lewis ·
1996: Harrison, Smith, Mills, Maybank ·
2000: Bada, Chukwu, Monye, Udo-Obong  ·
2004: Harris, Brew, Wariner, Williamson ·
2008: Merritt, Taylor, Neville, Wariner ·
2012: Brown, Pinder, Mathieu, Miller ·
2016: Hall, McQuay, Roberts, Merritt ·
2020: Cherry, Norman, Deadmon, Benjamin ·
2024: Bailey, Norwood, Deadmon, Benjamin
- Library of Congress Control Number: nb2002058301
- Virtual International Authority File: 53657932